# 2009年の相撲
< 2009年 | 2009年のスポーツ
2009年の相撲（2009ねんのすもう）では、2009年（平成21年）の相撲について述べる。

## できごと

### 1月
- 9日 - 【大相撲】3場所連続休場中の横綱朝青龍が、進退を懸けて1月場所に出場することが決定した[1]。
- 13日 - 【大相撲】浅香山親方（元関脇・琴錦）が、年寄「荒磯」に名跡変更した[2]。
- 14日 - 【大相撲】1月場所4日目のこの日に、大関日馬富士が新大関としては史上初となる4連敗を喫した[3]。
- 25日 - 【大相撲】1月場所はこの日に千秋楽を迎えて、幕内は横綱朝青龍が横綱白鵬との優勝決定戦を制して、5場所ぶり23回目の優勝を果たした[4]。
- 29日 - 【大相撲】日本相撲協会が理事会を開き、審判部からの要請により、4親等以内の力士同士は本割で対戦させないことを決定した[5]。
- 30日 - 【大相撲】十両若麒麟が、大麻取締法違反（所持）の現行犯で神奈川県警察により逮捕された[6]。
- 31日 - 【大相撲】二十山親方（元小結・栃乃花）と竹縄親方（元幕内・栃栄）が、両国国技館で合同の断髪式を行った。国技館で複数の力士による合同断髪式が行われたのは、1987年以来22年ぶり[7]。

### 2月
- 2日 - 【大相撲】日本相撲協会が理事会を開き、大麻取締法違反容疑で逮捕された十両若麒麟を解雇とすることを決定した。師匠の尾車親方（元大関・琴風）は2階級降格処分となった[8]。2008年に大相撲力士大麻問題で2階級降格となっていた間垣親方（元横綱・若乃花）と大嶽親方（元関脇・貴闘力）は1階級昇格とした[9]。
- 27日 - 【大相撲】日本相撲協会が理事会と評議員会を開き、解雇処分となった協会員に対して養老金（退職金に相当）を不支給もしくは減額することを可能とする規定を新設することを決定した[10]。

### 3月
- 3日 - 【大相撲】日本相撲協会が3月場所の番付を発表した。2月2日に解雇処分を受けた元幕内・若麒麟の四股名は削除されたため、西十両筆頭が空位とされた[11]。
- 5日 - 【大相撲】『週刊現代』に掲載された八百長報道に関して、日本相撲協会が新潮社に対して損害賠償などを求めた裁判で、東京地方裁判所が新潮社に対し1500万円の支払いと記事の取り消しを命じた[12]。
- 24日 - 【大相撲】小野川親方（元幕内・敷島）が、年寄「谷川」に名跡変更した[13]。
- 28日
  - 【大相撲】3月場所14日目のこの日に、横綱白鵬の2場所ぶり10回目の幕内最高優勝が決定した[14]。
  - 【大相撲】元幕内・皇司が現役を引退し、年寄「若藤」を襲名した[15]。

### 4月
- 28日 - 【大相撲】日本相撲協会が理事会を開き、日本体育大学出身で2008年度国体成年の部個人優勝の宮本泰成（境川部屋）の幕下15枚目格付出での入門を承認した[16]。

### 5月
- 8日 - 【大相撲】5月場所の初日を2日後に控えていながら、横綱朝青龍、白鵬らがゴルフに興じていたことが判明した。初日に朝青龍と対戦する小結鶴竜も同席しており、翌9日に武蔵川理事長（元横綱・三重ノ海）が両横綱を厳重注意とした[17]。
- 24日
  - 【大相撲】5月場所はこの日に千秋楽を迎え、幕内は大関日馬富士が横綱白鵬との優勝決定戦を制して初優勝した[18]。
  - 【大相撲】元幕内・潮丸が現役を引退し、年寄「小野川」を襲名した。6月16日に年寄「東関」を襲名し、東関部屋を継承することになった[19]。
- 29日 - 【大相撲】2007年6月に発生した時津風部屋力士暴行死事件で傷害致死罪に問われていた前時津風親方（元小結・双津竜）に対し、名古屋地方裁判所は懲役6年の実刑判決[20]。前親方は名古屋高等裁判所に控訴。

### 6月
- 16日 - 【大相撲】大相撲の外国人力士で初の幕内最高優勝を飾り、「ジェシー」の愛称で親しまれた高見山大五郎（初代東関大五郎親方）が前日いっぱいで日本相撲協会を定年退職。夏場所を最後に現役引退し、一時借り株で年寄小野川を襲名していた元平幕の潮丸元康が後継指名により、年寄二代目東関大五郎を襲名し、東関部屋を継承した。部屋頭の幕内力士：高見盛精彦より年下である。

### 7月
- 22日 - 【大相撲】元大関・出島が引退を発表した。翌23日に引退届を提出し、年寄「大鳴戸」を襲名した[21]。
- 23日 - 【大相撲】元大関・出島の年寄「大鳴戸」襲名に伴い、大鳴戸親方（元幕内・武雄山）が年寄「関ノ戸」へ、関ノ戸親方（元幕内・燁司）が年寄「小野川」へ、それぞれ名跡を変更した[22]。
- 26日 - 【大相撲】7月場所はこの日に千秋楽を迎えて、幕内は横綱白鵬が2場所ぶり11回目の優勝を果たした[23]。
- 28日 - 琴欧洲がブルガリアの最高位の勲章「スタラ・プラニナ章」を授与された。

### 8月
- 5日 - 【大相撲】日本相撲協会は、千田川親方（元関脇・安芸乃島）が高田川親方（元大関・前の山）と名跡を交換し、高田川部屋を継承したと発表した[24]。
- 31日 - 【大相撲】日本相撲協会が、公式キャラクター『ハッキヨイ!せきトリくん』を発表した[25]。

### 9月
- 2日 - 【大相撲】日本相撲協会が理事会を開き、玉ノ井親方（元関脇・栃東）の停年（定年）退職に伴い、9月3日付で栃東親方が年寄「玉ノ井」を襲名し、玉ノ井部屋を継承することを承認した[26]。
- 27日
  - 【大相撲】9月場所はこの日に千秋楽を迎え、幕内は横綱朝青龍が横綱白鵬との優勝決定戦を制して、4場所ぶり24回目の優勝を果たした[27]。白鵬は史上初めて、1年間に3度も優勝決定戦で敗れた[28]。
  - 【大相撲】荒磯親方（元関脇・琴錦）が、年寄「秀ノ山」に名跡変更した[29]。

### 10月
- 渡辺大五郎（元関脇・高見山）が第57回菊池寛賞を受賞。（受賞理由は「大相撲の国際化に貢献し、世界各国から力士が集まる道を開く」）

### 11月
- 24日 - 【大相撲】11月場所10日目のこの日の取組で大関千代大海が8敗目を喫し、2場所連続の負け越しと大関からの陥落が決定した。千代大海は歴代1位となる大関在位65場所目で、この場所が14回目の角番だった[30]。
- 28日 - 【大相撲】11月場所14日目のこの日に、横綱白鵬の2場所ぶり12回目の幕内最高優勝が決定した。白鵬はこの日の取組に勝利し、年間勝利数を史上最多となる85に増やした[31]。
- 29日 - 【大相撲】11月場所はこの日に千秋楽を迎え、前日に優勝を決めていた横綱白鵬はこの日の取組にも勝利して4度目の全勝優勝を果たすとともに、史上最多となる年間勝利数を86に増やした[32]。

## 大相撲

### 本場所

#### 一月場所（初場所）
両国国技館（東京都）を会場に、初日の1月11日（日）から千秋楽の1月25日（日）までの15日間開催された。番付発表は2008年（平成20年）12月24日（水）。
| タイトル     | タイトル     | 人物（所属部屋 出身地） - 成績                                                                   |
| ------------ | ------------ | ------------------------------------------------------------------------------------------------ |
| 幕内最高優勝 | 幕内最高優勝 | 朝青龍明徳（高砂部屋 モンゴル・ウランバートル出身） - 14勝1敗（5場所ぶり23回目） ※優勝決定戦勝利 |
| 三賞         | 殊勲賞       | 該当者なし                                                                                       |
| 三賞         | 敢闘賞       | 豊真将紀行（錣山部屋 山口県下関市出身） - 11勝4敗（13場所ぶり2回目）                             |
| 三賞         | 技能賞       | 豪栄道豪太郎（境川部屋 大阪府寝屋川市出身） - 10勝5敗（初受賞）                                  |
| 十両優勝     | 十両優勝     | 翔天狼大士（武蔵川部屋 モンゴル・ウランバートル出身） - 11勝4敗 ※優勝決定戦勝利                  |
| 幕下優勝     | 幕下優勝     | 福岡歩（八角部屋 島根県隠岐郡隠岐の島町出身） - 7戦全勝                                          |
| 三段目優勝   | 三段目優勝   | 碧天大市（田子ノ浦部屋 大阪府大阪市大正区出身） - 7戦全勝 ※優勝決定戦勝利                        |
| 序二段優勝   | 序二段優勝   | 海翔柾男（式秀部屋 福岡県北九州市八幡東区出身） - 7戦全勝                                        |
| 序ノ口優勝   | 序ノ口優勝   | 久之虎克太（田子ノ浦部屋 和歌山県和歌山市出身） - 7戦全勝                                        |

#### 三月場所（春場所、大阪場所）
大阪府立体育会館（大阪市）を会場に、初日の3月15日（日）から千秋楽の3月29日（日）までの15日間開催された。番付発表は3月2日（月）。
| タイトル     | タイトル     | 人物（所属部屋 出身地） - 成績                                                  |
| ------------ | ------------ | ------------------------------------------------------------------------------- |
| 幕内最高優勝 | 幕内最高優勝 | 白鵬翔（宮城野部屋 モンゴル・ウランバートル出身） - 15戦全勝（2場所ぶり10回目） |
| 三賞         | 殊勲賞       | 該当者なし                                                                      |
| 三賞         | 敢闘賞       | 豊真将紀行（錣山部屋 山口県下関市出身） - 11勝4敗（2場所連続3回目）             |
| 三賞         | 技能賞       | 鶴竜力三郎（井筒部屋 モンゴル・スフバートル出身） - 10勝5敗（7場所ぶり2回目）   |
| 十両優勝     | 十両優勝     | 豊響隆太（境川部屋 山口県下関市出身） - 12勝3敗                                 |
| 幕下優勝     | 幕下優勝     | 徳真鵬元久（木瀬部屋 三重県松阪市出身） - 6勝1敗 ※優勝決定戦勝利                |
| 三段目優勝   | 三段目優勝   | 若力堂聖也（松ヶ根部屋 愛知県豊田市出身） - 7戦全勝 ※優勝決定戦勝利             |
| 序二段優勝   | 序二段優勝   | 千代の国憲輝（九重部屋 三重県伊賀市出身） - 7戦全勝 ※優勝決定戦勝利             |
| 序ノ口優勝   | 序ノ口優勝   | 青木誠（木瀬部屋 奈良県奈良市出身） - 7戦全勝 ※優勝決定戦勝利                   |

#### 五月場所（夏場所）
両国国技館（東京都）を会場に、初日の5月10日（日）から千秋楽の5月24日（日）までの15日間開催された。番付発表は4月27日（月）。
| タイトル     | タイトル     | 人物（所属部屋 出身地） - 成績                                                              |
| ------------ | ------------ | ------------------------------------------------------------------------------------------- |
| 幕内最高優勝 | 幕内最高優勝 | 日馬富士公平（伊勢ヶ濱部屋 モンゴル・ゴビアルタイ出身） - 14勝1敗 ※優勝決定戦勝利（初優勝） |
| 三賞         | 殊勲賞       | 該当者なし                                                                                  |
| 三賞         | 敢闘賞       | 稀勢の里寛（鳴戸部屋 茨城県牛久市出身） - 13勝2敗（6場所ぶり3回目）                         |
| 三賞         | 技能賞       | 鶴竜力三郎（井筒部屋 モンゴル・スフバートル出身）（2場所連続3回目） - 9勝6敗                |
| 十両優勝     | 十両優勝     | 玉飛鳥大輔（片男波部屋 愛知県名古屋市熱田区出身） - 12勝3敗                                 |
| 幕下優勝     | 幕下優勝     | 德瀬川正直（桐山部屋 モンゴル・ウランバートル出身） - 7戦全勝                               |
| 三段目優勝   | 三段目優勝   | 青狼武士（錣山部屋 モンゴル・ウランバートル出身） - 7戦全勝                                 |
| 序二段優勝   | 序二段優勝   | 天緑一鉄（阿武松部屋 大阪府枚方市出身） - 7戦全勝 ※優勝決定戦勝利                           |
| 序ノ口優勝   | 序ノ口優勝   | 中野海実（出羽海部屋 長崎県佐世保市出身） - 7戦全勝                                         |

#### 七月場所（名古屋場所）
愛知県体育館（名古屋市）を会場に、初日の7月12日（日）から千秋楽の7月26日（日）までの15日間開催された。番付発表は6月29日（月）。
| タイトル     | タイトル     | 人物（所属部屋 出身地） - 成績                                                   |
| ------------ | ------------ | -------------------------------------------------------------------------------- |
| 幕内最高優勝 | 幕内最高優勝 | 白鵬翔（宮城野部屋 モンゴル・ウランバートル出身） - 14勝1敗（2場所ぶり11回目）   |
| 三賞         | 殊勲賞       | 該当者なし                                                                       |
| 三賞         | 敢闘賞       | 翔天狼大士（武蔵川部屋 モンゴル・ウランバートル出身） - 11勝4敗（初受賞）        |
| 三賞         | 技能賞       | 安美錦竜児（伊勢ヶ濱部屋 青森県西津軽郡深浦町出身） - 11勝4敗（17場所ぶり4回目） |
| 十両優勝     | 十両優勝     | 若の里忍（鳴戸部屋 青森県弘前市出身） - 14勝1敗                                  |
| 幕下優勝     | 幕下優勝     | 深尾光彦（木瀬部屋 愛知県春日井市出身） - 6勝1敗 ※優勝決定戦勝利                 |
| 三段目優勝   | 三段目優勝   | 宝富士大輔（伊勢ヶ濱部屋 青森県北津軽郡中泊町出身） - 7戦全勝 ※優勝決定戦勝利    |
| 序二段優勝   | 序二段優勝   | 栃飛龍幸也（春日野部屋 静岡県三島市出身） - 7戦全勝                              |
| 序ノ口優勝   | 序ノ口優勝   | 相坂卓（阿武松部屋 青森県十和田市出身） - 7戦全勝                                |

#### 九月場所（秋場所）
両国国技館（東京都）を会場に、初日の9月13日（日）から千秋楽の9月27日（日）までの15日間開催された。番付発表は8月31日（月）。
| タイトル     | タイトル     | 人物（所属部屋 出身地） - 成績                                                                   |
| ------------ | ------------ | ------------------------------------------------------------------------------------------------ |
| 幕内最高優勝 | 幕内最高優勝 | 朝青龍明徳（高砂部屋 モンゴル・ウランバートル出身） - 14勝1敗 ※優勝決定戦勝利（4場所ぶり24回目） |
| 三賞         | 殊勲賞       | 該当者なし                                                                                       |
| 三賞         | 敢闘賞       | 把瑠都凱斗（尾上部屋 エストニア・ラクヴェレ出身） - 12勝3敗（9場所ぶり4回目）                    |
| 三賞         | 技能賞       | 鶴竜力三郎（井筒部屋 モンゴル・スフバートル出身） - 11勝4敗（2場所ぶり4回目）                    |
| 十両優勝     | 十両優勝     | 玉鷲一朗（片男波部屋 モンゴル・ウランバートル出身） - 11勝4敗                                    |
| 幕下優勝     | 幕下優勝     | 臥牙丸勝（木瀬部屋 ジョージア・トビリシ出身） - 7戦全勝 ※優勝決定戦勝利                          |
| 三段目優勝   | 三段目優勝   | 青木誠（木瀬部屋 奈良県奈良市出身） - 7戦全勝 ※優勝決定戦勝利                                    |
| 序二段優勝   | 序二段優勝   | 大木下祐樹（九重部屋 鹿児島県志布志市出身） - 7戦全勝                                            |
| 序ノ口優勝   | 序ノ口優勝   | 碧山聖人（田子ノ浦部屋 ブルガリア・ソフィア出身） - 7戦全勝                                      |

#### 十一月場所（九州場所）
福岡国際センター（福岡市）を会場に、初日の11月15日（日）から千秋楽の11月29日（日）までの15日間開催される。番付発表は11月2日（月）。
| タイトル     | タイトル     | 人物（所属部屋 出身地） - 成績 |
| ------------ | ------------ | --- |
| 幕内最高優勝 | 幕内最高優勝 | 白鵬翔（宮城野部屋 モンゴル・ウランバートル出身） - 15戦全勝（2場所ぶり12回目）                                                          |
| 三賞         | 殊勲賞       | 該当者なし |
| 三賞         | 敢闘賞       | 栃ノ心剛（春日野部屋 ジョージア・ムツケタ出身） - 12勝3敗（初受賞） 雅山哲士（武蔵川部屋 茨城県水戸市出身） - 12勝3敗（24場所ぶり5回目） |
| 三賞         | 技能賞       | 豊ノ島大樹（時津風部屋 高知県宿毛市出身） - 11勝4敗（17場所ぶり2回目）                                                                   |
| 十両優勝     | 十両優勝     | 北太樹明義（北の湖部屋 東京都町田市出身） - 10勝5敗 ※優勝決定戦勝利                                                                      |
| 幕下優勝     | 幕下優勝     | 黒澤幸太（阿武松部屋 愛知県豊田市出身） - 7戦全勝                                                                                        |
| 三段目優勝   | 三段目優勝   | 貴ノ岩義司（貴乃花部屋 モンゴル・ウランバートル出身） - 7戦全勝 ※優勝決定戦勝利                                                          |
| 序二段優勝   | 序二段優勝   | 碧山亘右（田子ノ浦部屋 ブルガリア・ヤンボル出身） - 7戦全勝 ※優勝決定戦勝利                                                              |
| 序ノ口優勝   | 序ノ口優勝   | 寺下隆浩（阿武松部屋 石川県鳳珠郡能登町出身） - 7戦全勝                                                                                  |

### トーナメント大会
- 第33回日本大相撲トーナメント（2月8日・国技館）
  - 優勝：白鵬翔（4年ぶり2回目）
- 第68回明治神宮例祭奉祝全日本力士選士権大会（10月2日・国技館）
  - 優勝：日馬富士公平（2年連続3回目）

### 地方巡業
- 春巡業：4月5日から4月19日にかけて実施された[38]。
- 夏巡業：8月7日から8月23日にかけて実施された[39]。
- 秋巡業：10月18日から11月1日にかけて実施された[40]。
- 冬巡業：12月6日から12月16日にかけて実施された[41]。

### 新弟子検査合格者
四股名が太字の者は現役力士。最高位は引退力士のみ記載。
| 場所     | 人数 | 主な合格者                   | 四股名         | 最高位     | 最終場所      | 備考                                  |
| -------- | ---- | ---------------------------- | -------------- | ---------- | ------------- | ------------------------------------- |
| 1月場所  | 13人 | 杉山大輔                     | 宝富士大輔     | （現役）   | （現役）      |                                       |
| 1月場所  | 13人 | 岸栄太                       | 千代栄栄太     | (現役)     | (現役)        |                                       |
| 1月場所  | 13人 | 青木誠                       | 德勝龍誠       | 前頭2枚目  | 2023年9月場所 |                                       |
| 1月場所  | 13人 | 直江俊司                     | 皇風俊司       | 前頭13枚目 | 2014年5月場所 |                                       |
| 3月場所  | 41人 |                              |                |            |               |                                       |
| 5月場所  | 12人 | 宮本泰成                     | 妙義龍泰成     | 関脇       | 2024年9月場所 | 幕下15枚目格付出                      |
| 5月場所  | 12人 | ガンバータル・ムンクサイハン | 千代翔馬富士雄 | （現役）   | （現役）      | 興行ビザ取得待ちのため初土俵は7月場所 |
| 5月場所  | 12人 | ダニエル・イヴァノフ         | 碧山亘右       | 関脇       | 2024年9月場所 | 興行ビザ取得待ちのため初土俵は7月場所 |
| 7月場所  | 12人 |                              |                |            |               |                                       |
| 9月場所  | 7人  | 寺井ジャスパーケネス         | 荒篤山太郎     | （現役）   | （現役）      |                                       |
| 11月場所 | 6人  |                              |                |            |               |                                       |

### 引退
| 場所     | 人数 | 主な引退力士 | 最高位     | 初土俵                            | 備考               |
| -------- | ---- | ------------ | ---------- | --------------------------------- | ------------------ |
| 1月場所  | 16人 | 片山信次     | 前頭13枚目 | 2002年3月場所                     |                    |
| 3月場所  | 14人 | 皇司信秀     | 前頭4枚目  | 1993年3月場所（幕下最下位格付出） | 年寄「若藤」襲名   |
| 5月場所  | 17人 | 潮丸元康     | 前頭10枚目 | 1994年3月場所                     | 年寄「小野川」襲名 |
| 7月場所  | 9人  | 出島武春     | 大関       | 1996年3月場所（幕下最下位格付出） | 年寄「大鳴戸」襲名 |
| 9月場所  | 19人 |              |            |                                   |                    |
| 11月場所 | 9人  |              |            |                                   |                    |

#### 引退相撲興行
- 1月31日 - 栃乃花引退二十山襲名・栃栄引退竹縄襲名披露大相撲（両国国技館）[7]
- 5月31日 - 玉春日引退楯山襲名披露大相撲（両国国技館）[54]

## 死去
- 3月1日 - 大昇充宏（最高位：前頭筆頭、所属：春日山部屋→立浪部屋→春日山部屋、* 1925年【大正14年】）[55]
- 6月6日 - 大輝煌正人（最高位：前頭15枚目、所属：武蔵川部屋、* 1967年【昭和42年】）[56]
- 7月16日 - 錦洋幸治（最高位：前頭筆頭、所属：井筒部屋→君ヶ濱部屋、* 1950年【昭和25年】）[57]